# ピエール・カルトリエ

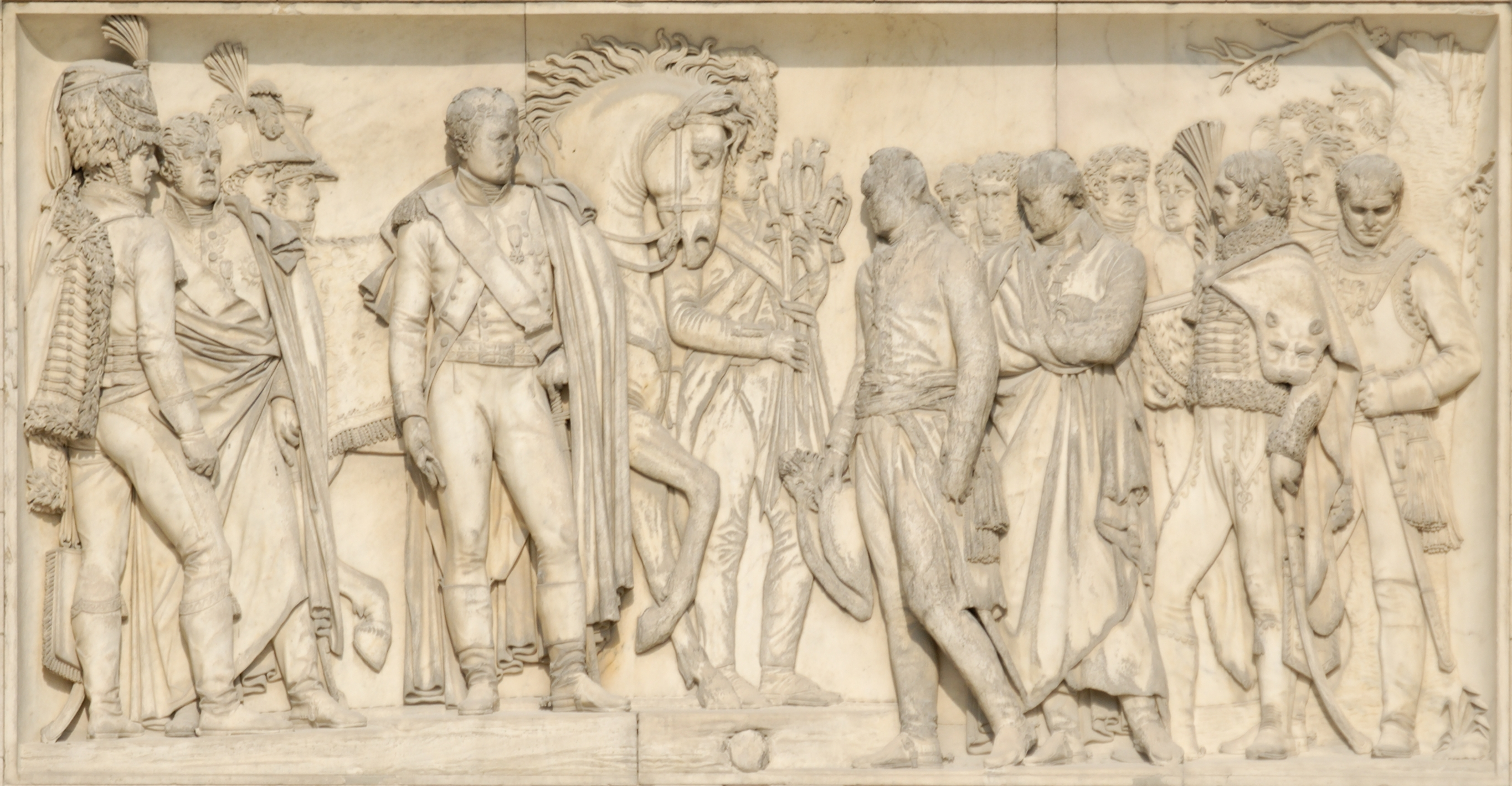
カルーゼル凱旋門のレリーフ

ピエール・カルトリエ（Pierre Cartellier、姓は Cartelier または Carteixierとも、1757年12月2日 - 1831年6月12日はフランスの新古典派の彫刻家である。

## 略歴
パリで生まれた。自由美術学校（École gratuite de dessin、後の国立高等装飾美術学校）で学び、シャルル＝アントワーヌ・ブリダン(Charles-Antoine Bridan: 1730-1805)の工房で学んだ。フランス革命後は、フランスの偉人たちを祀る墓所として改装されたパリのパンテオンの装飾彫刻を制作するチームの一人として働いた。
1808年に完成したカルーゼル凱旋門の装飾彫刻にも加わり、ウルム戦役でナポレオン軍に敗れたオーストリア軍が降伏する場面を描いたレリーフを制作した。
復古王政の時代に入ると、ルイ14世の騎馬像制作の注文を受けるが、この青銅像はカルトリエの存命中は馬の部分しか完成できず、義理の息子となったルイ・プティト(Louis Petitot:1794 - 1862) が1836年にルイ14世の部分を完成させヴェルサイユ宮殿の庭園に置かれている。
その他の作品にはコンコルド橋に設置されたフランス革命時の将軍 ジャン＝マリー・ヴァリュベール(Jean-Marie Valhubert)の像があり、これは1836年にアヴランシュに移された。
サン＝ミシェル勲章を受勲し、1808年にレジオンドヌール勲章（シュバリエ）を受勲した。1810年に彫刻家のアントワーヌ＝ドニ・ショーデが亡くなると、後任としてフランス学士院の教授に選ばれた。1816年からフィリップ＝ローラン・ロラン(Philippe-Laurent Roland: 1746-1816)の後任として、エコール・デ・ボザールで教え始め、カルトリエが教えた学生にはジャン＝バティスト・ボーモンやフランソワ・リュード、ジャン＝バティスト・ヴィエッティらがいた。

## 作品

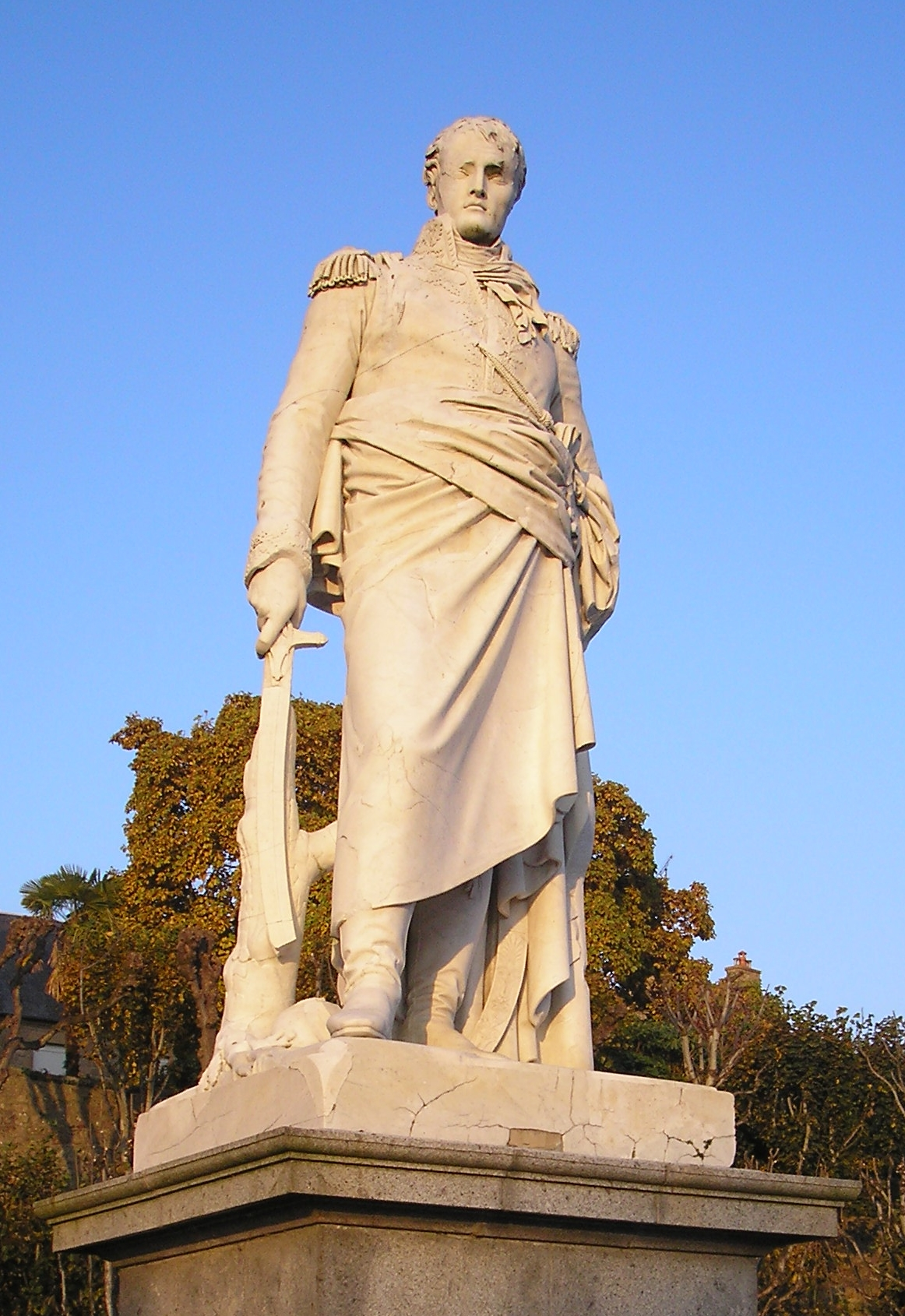
アヴランシュのヴァリュベール将軍像
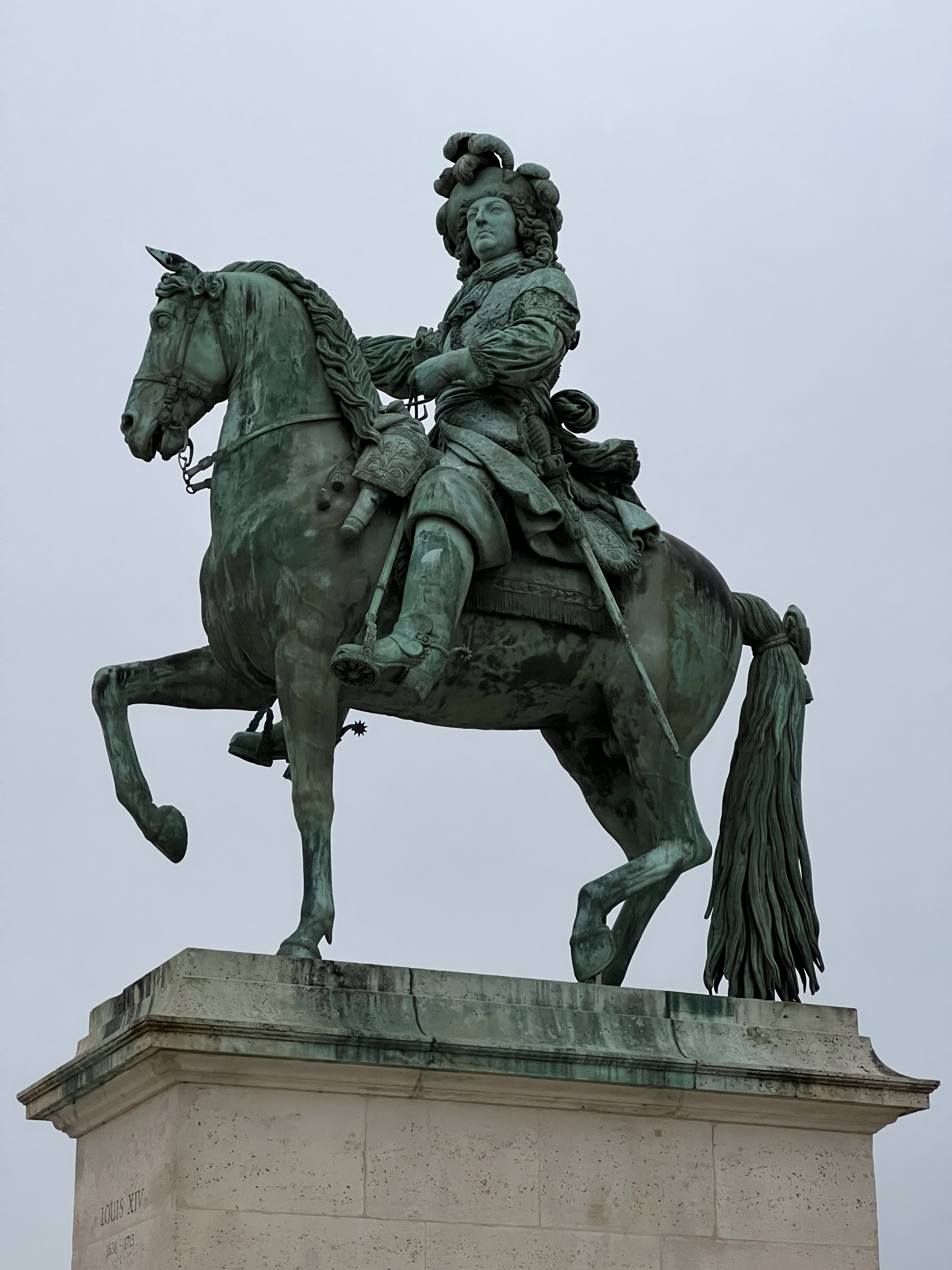
ヴェルサイユ宮殿のルイ14世の騎馬像、ルイ・プティトと共作
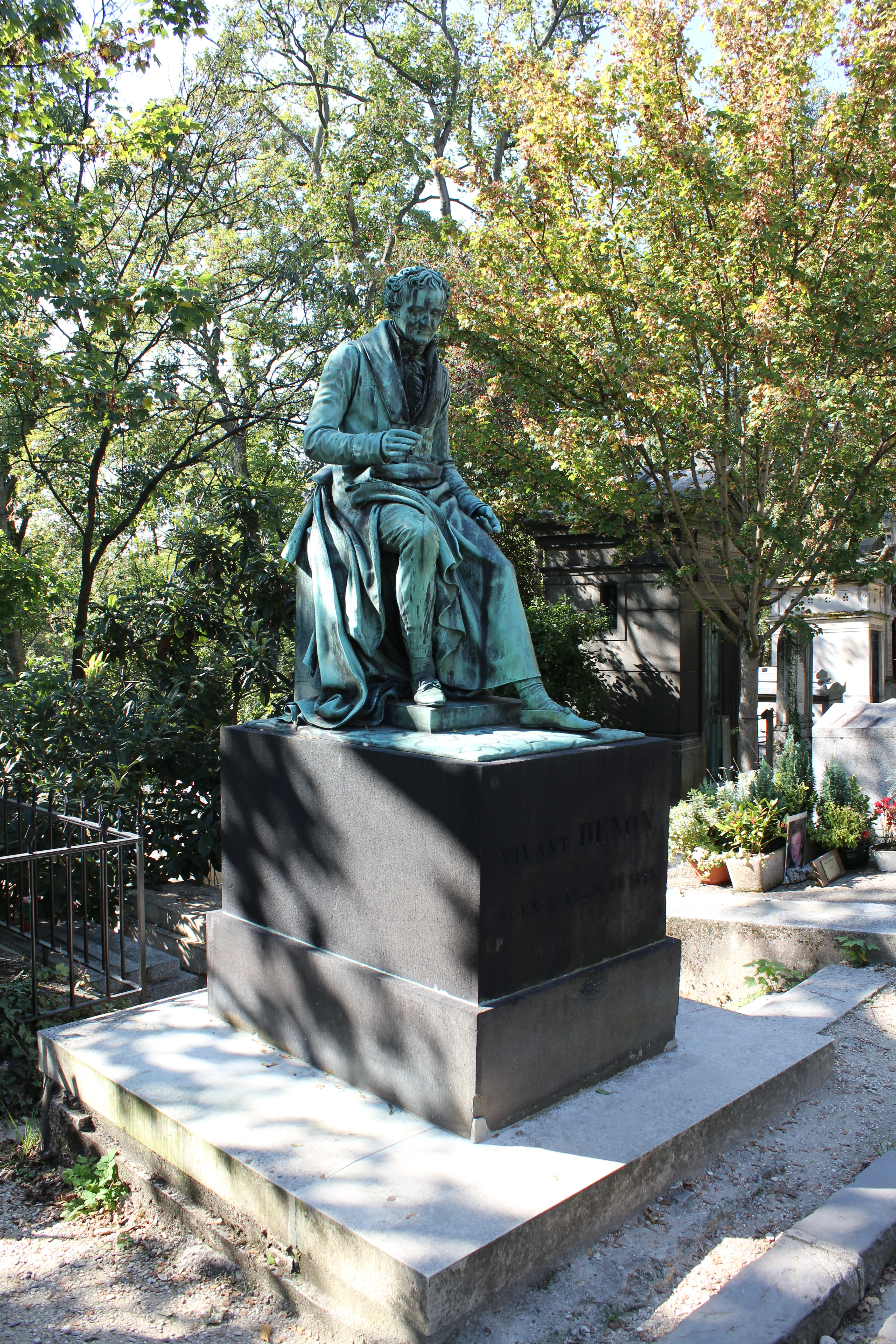
ペール・ラシェーズ墓地のヴィヴァン・ドゥノンのモニュメント